# Cathédrale Saint-Étienne de Székesfehérvár
Cette  cathédrale n’est pas la seule cathédrale Saint-Étienne.
La cathédrale Saint-Étienne de Székesfehérvár (en hongrois : székesfehérvári Szent István-székesegyház) est l'église cathédrale catholique romaine située à Székesfehérvár. Elle est le siège du diocèse de Székesfehérvár dans l'ouest de la Hongrie. 
Construite entre 1758 et 1768, elle est de style baroque.
Le chœur et l'autel ont été conçus par le célèbre architecte autrichien Franz Anton Hillebrand. Les fresques intérieures représentent des scènes de la vie du roi Étienne Ier. Le retable représentant le roi Étienne agenouillé devant la Grande Dame des Hongrois ( Magna Domina) – vocable de Notre-Dame que le bénédictin saint Gérard de Csanád proposa au Hongrois – est l'œuvre de Vinzenz Fischer, tandis que les peintures de Johan Cymbala se distinguent au plafond.    

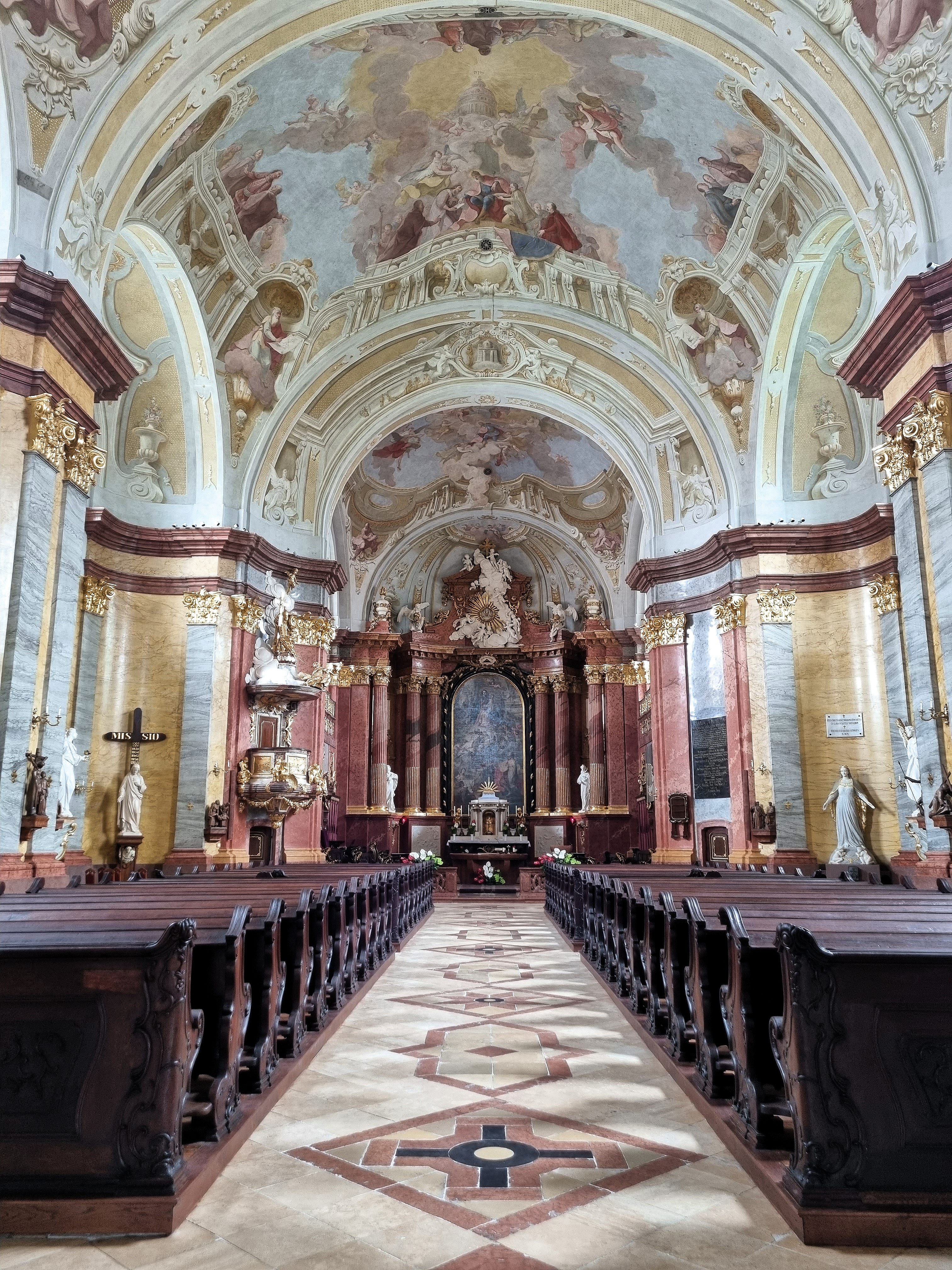
L'intérieur.